# São José (Viseu)
A Freguesia de São José é uma extinta freguesia portuguesa do Município de Viseu, com 3,95 km² de área e 5 395 habitantes (2011), e, por isso, uma densidade populacional de 1 365,8 hab/km².
Foi extinta e agregada às freguesias de Santa Maria de Viseu e Coração de Jesus com sede em Coração de Jesus, para constituir a União das Freguesias de Viseu.

## População
| População da Freguesia de Viseu (São José) | População da Freguesia de Viseu (São José) | População da Freguesia de Viseu (São José) | População da Freguesia de Viseu (São José) | População da Freguesia de Viseu (São José) | População da Freguesia de Viseu (São José) | População da Freguesia de Viseu (São José) | População da Freguesia de Viseu (São José) | População da Freguesia de Viseu (São José) | População da Freguesia de Viseu (São José) | População da Freguesia de Viseu (São José) | População da Freguesia de Viseu (São José) | População da Freguesia de Viseu (São José) | População da Freguesia de Viseu (São José) | População da Freguesia de Viseu (São José) |
| ------------------------------------------ | ------------------------------------------ | ------------------------------------------ | ------------------------------------------ | ------------------------------------------ | ------------------------------------------ | ------------------------------------------ | ------------------------------------------ | ------------------------------------------ | ------------------------------------------ | ------------------------------------------ | ------------------------------------------ | ------------------------------------------ | ------------------------------------------ | ------------------------------------------ |
| 1864                                       | 1878                                       | 1890                                       | 1900                                       | 1911                                       | 1920                                       | 1930                                       | 1940                                       | 1950                                       | 1960                                       | 1970                                       | 1981                                       | 1991                                       | 2001                                       | 2011                                       |
| 2 430                                      | 2 859                                      | 3 117                                      | 3 005                                      | 3 092                                      | 3 163                                      | 3 643                                      | 5 216                                      | 4 408                                      | 5 472                                      | 5 736                                      | 6 449                                      | 5 982                                      | 5 699                                      | 5 395                                      |

Denominava-se Viseu Oriental. A atual designação foi-lhe dada pelo decreto lei nº 42.040, de 20/12/1958

## Património
- Cava de Viriato
- Capela de São João da Carreira